# Africotriton
Africotriton là một chi ốc biển, là động vật thân mềm chân bụng sống ở biển trong họ Cancellariidae.

## Các loài
Các loài trong chi Africotriton gồm có:
- Africotriton adelphum Bouchet & Petit, 2002[2]
- Africotriton carinapex Beu & Maxwell, 1987[3]
- Africotriton crebriliratus (G.B. Sowerby III, 1903)[4]
- Africotriton fictilis (Hinds, 1844a)[5]
- Africotriton kilburni Beu & Maxwell, 1987[6]
- Africotriton multinodulatus Beu & Maxwell, 1987[7]
- Africotriton petiti Beu & Maxwell, 1987[8]